# Vance Aandahl
Vance S. Aandahl (geboren am 30. September 1944 in Colorado, USA) ist ein US-amerikanischer Schriftsteller, der von 1960 bis Mitte der 1990er Jahre mehrere Dutzend Kurzgeschichten in den Bereichen Science-Fiction und Fantasy veröffentlichte. In neuerer Zeit schrieb er eine Reihe von Filmkritiken. Seine Erzählungen erschienen teils in Science-Fiction-Anthologien und -Zeitschriften (zum Beispiel in The Magazine of Fantasy and Science Fiction), teils in literarischen Zeitschriften und auch im Playboy. Sie wurden in mehrere Sprachen übersetzt, darunter Deutsch, Französisch und Italienisch.
Seine Erzählung Born from the Beast wurde 1987 für den Locus Award nominiert.

## Bibliografie
- It's a Great Big Wonderful Universe (1960, in: The Magazine of Fantasy and Science Fiction, November 1960)
- The Man on the Beach (1961, in: The Magazine of Fantasy and Science Fiction, January 1961)
- Cogi Drove His Car Through Hell (1961, in: The Magazine of Fantasy and Science Fiction, August 1961)
- Adam Frost (1962, in: Playboy, April 1962)
- When Lilacs Last in the Dooryard Bloomed (1962, in: The Magazine of Fantasy and Science Fiction, May 1962)
- Darfgarth (1962, in: The Magazine of Fantasy and Science Fiction, July 1962)
- One Million Four Hundred Ninety Two Thousand Six Hundred Thirty Three Marlon Brandos (2020, in If, September 1962)
- The Unfortunate Mr. Morky (1962, in: The Magazine of Fantasy and Science Fiction, October 1962)
- The Riddle Song (1963, in: The Magazine of Fantasy and Science Fiction, February 1963)
- The Weremartini (1963, in: The Magazine of Fantasy and Science Fiction, June 1963)
- A Crown of Rank Fumiter (1964, in: The Magazine of Fantasy and Science Fiction, September 1964)
- Beyond the Game (1968, in: The Magazine of Fantasy and Science Fiction, May 1968)
  - Deutsch: Aus dem Spiel. Übersetzt von Malte Heim. In: Wolfgang Jeschke (Hrsg.): Das Blei der Zeit. Heyne Science Fiction & Fantasy #4803, 1991, ISBN 3-453-04996-9.
- Drool (1969, in: The Magazine of Fantasy and Science Fiction, February 1969)
- An Adventure in the Yolla Bolly Middle Eel Wilderness (1969, in: The Magazine of Fantasy and Science Fiction, August 1969)
  - Deutsch: Ein Abenteuer in der Yolla Bolly Middle Eel Wilderness. Übersetzt von Malte Heim. In: Wolfgang Jeschke (Hrsg.): An der Grenze. Heyne Science Fiction & Fantasy #4610, 1989, ISBN 3-453-03475-9.
- Sylvester's Revenge (1975, in: The Magazine of Fantasy and Science Fiction, May 1975)
  - Deutsch: Sylvesters Rache. Übersetzt von Birgit Reß-Bohusch. In: Manfred Kluge (Hrsg.): Das Geschenk des Fakirs. Heyne Science Fiction & Fantasy #3486, 1976, ISBN 3-453-30356-3.
- Owls (1975, in: The Magazine of Fantasy and Science Fiction, July 1975)
- Midnight Snack (1986, in: The Magazine of Fantasy & Science Fiction, April 1986)
  - Deutsch: Mitternachtshäppchen. In: Ronald M. Hahn (Hrsg.): Die Wildnis einer großen Stadt. Übersetzt von Jacques van Hagen. Heyne Science Fiction & Fantasy #4438, 1987, ISBN 3-453-00468-X.
- Born from the Beast (1986, in: The Magazine of Fantasy & Science Fiction, August 1986)
  - Deutsch: Aus der Bestie geboren. In: Ronald M. Hahn (Hrsg.): Reisegefährten. Übersetzt von Thomas Ziegler. Heyne Science Fiction & Fantasy #4485, 1988, ISBN 3-453-01018-3.
- Deathmatch in Disneyland (1987, in: The Magazine of Fantasy & Science Fiction, July 1987)
  - Deutsch: Volksrepublik Disneyland. Übersetzt von Michael Windgassen. In: Ronald M. Hahn (Hrsg.): Volksrepublik Disneyland. Heyne Science Fiction & Fantasy #4525, 1988, ISBN 3-453-02788-4.
- The Highest Authority of All (1988, in: The Magazine of Fantasy & Science Fiction, January 1988)
- In the Light of the Holy Herb (1988, in: The Magazine of Fantasy & Science Fiction, July 1988)
  - Deutsch: Im Lichte des Heiligen Krauts. Übersetzt von Irene Bonhorst. In: Wolfgang Jeschke (Hrsg.): Die wahre Lehre – nach Mickymaus. Heyne Science Fiction & Fantasy #4747, 1991, ISBN 3-453-04487-8.
- Natural Talent (1988, in: The Magazine of Fantasy & Science Fiction, August 1988)
- Lost in Cleveland (1989, in: The Magazine of Fantasy & Science Fiction, August 1989)
- Bad Luck (1989, in: The Magazine of Fantasy & Science Fiction, November 1989)
- Scoring (1990, in: The Magazine of Fantasy & Science Fiction, June 1990)
- Pinched (1991, in: The Magazine of Fantasy & Science Fiction, December 1991)
- Water (1992, in: The Magazine of Fantasy & Science Fiction, April 1992)
- The First Invention (1992, in: The Magazine of Fantasy & Science Fiction, August 1992)
- Good Colors (1995, in: Steve Rasnic Tem (Hrsg.): High Fantastic: Colorado's Fantasy, Dark Fantasy, and Science Fiction)